# Junkx/Diskografie
Diese Diskografie ist eine Übersicht über die musikalischen Werke des deutschen Popmusik-Produzententeams Junkx. Den Quellenangaben und Schallplattenauszeichnungen zufolgte verkaufte es bisher mehr als 13,3 Millionen Tonträger, davon über sechs Millionen in Deutschland, womit es zu den Musikern mit den meisten Tonträgerverkäufen des Landes zählt. Ihre erfolgreichste Veröffentlichung ist die Single Sugar (Robin Schulz feat. Francesco Yates) mit über 4,4 Millionen verkauften Exemplaren.

## Autorenbeteiligungen und Produktionen (Auswahl)
Die folgende Aufstellung bietet eine Übersicht über die Charterfolge in den deutschsprachigen Ländern sowie dem Vereinigten Königreich und den Vereinigten Staaten, Autorenbeteiligungen sind mit einem A und Produktionen mit einem P gekennzeichnet. Neben den Charterfolgen in den aufgeführten Ländern, gelang dem Produzententeam ein nennenswerter Charterfolg mit der Autorenbeteiligung Body Talk (Mammoth) (Dimitri Vegas & Like Mike & Moguai feat. Julian Perretta) in Belgien. Die Single stieg dort bis auf Position zwei in Flandern und wurde mit einer Goldenen Schallplatte auszeichnet.

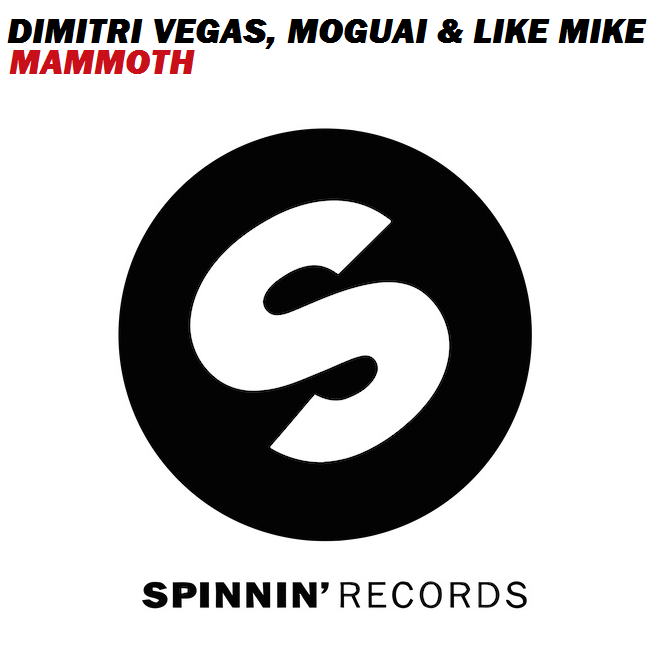
Frontcover zu Mammoth.

| Jahr | Titel Interpretation                                                                                         | Höchstplatzierung, Gesamtwochen, AuszeichnungChartplatzierungen (Jahr, Titel, Interpretation, Platzierungen, Wochen, Auszeichnungen, Anmerkungen) | Höchstplatzierung, Gesamtwochen, AuszeichnungChartplatzierungen (Jahr, Titel, Interpretation, Platzierungen, Wochen, Auszeichnungen, Anmerkungen) | Höchstplatzierung, Gesamtwochen, AuszeichnungChartplatzierungen (Jahr, Titel, Interpretation, Platzierungen, Wochen, Auszeichnungen, Anmerkungen) | Höchstplatzierung, Gesamtwochen, AuszeichnungChartplatzierungen (Jahr, Titel, Interpretation, Platzierungen, Wochen, Auszeichnungen, Anmerkungen) | Höchstplatzierung, Gesamtwochen, AuszeichnungChartplatzierungen (Jahr, Titel, Interpretation, Platzierungen, Wochen, Auszeichnungen, Anmerkungen) | Anmerkungen                                                                                   |
| Jahr | Titel Interpretation                                                                                         | DE | AT | CH | UK | US | Anmerkungen                                                                                   |
| --- | --- | --- | --- | --- | --- | --- | --------------------------------------------------------------------------------------------- |
| 2000 | Phatt Bass A Warp Brothers vs. Aquagen                                                                       | DE45 (8 Wo.)DE | — | — | UK9 (14 Wo.)UK | — | Erstveröffentlichung: 16. Juni 2000 Original: New Order – Confusion                           |
| 2000 | We Will Survive A Warp Brothers                                                                              | DE54 (6 Wo.)DE | AT61 (4 Wo.)AT | — | UK19 (11 Wo.)UK | — | Erstveröffentlichung: Dezember 2000                                                           |
| 2001 | Blast the Speakers A Warp Brothers                                                                           | — | — | — | UK40 (3 Wo.)UK | — | Erstveröffentlichung: 4. Oktober 2001                                                         |
| 2012 | Life Is Always New A, P The Disco Boys feat. Mimi Perez                                                      | DE81 (1 Wo.)DE | — | — | — | — | Erstveröffentlichung: 19. Oktober 2012                                                        |
| 2013 | Mammoth A, P Dimitri Vegas & Like Mike & Moguai                                                              | DE90 (3 Wo.)DE | — | — | — | — | Erstveröffentlichung: 4. März 2013 Verkäufe: + 20.000                                         |
| 2015 | Sugar A, P Robin Schulz feat. Francesco Yates                                                                | DE1 Diamant · (55 Wo.)DE | AT1 Platin · (44 Wo.)AT | CH1 ×2Doppelplatin · (51 Wo.)CH | UK21 Platin · (34 Wo.)UK | US44 Platin · (15 Wo.)US | Erstveröffentlichung: 17. Juli 2015 Verkäufe: + 4.461.666 Original: Baby Bash feat. Frankie J |
| 2015 | Show Me Love A, P Robin Schulz feat. J.U.D.G.E.                                                              | DE2 Platin · (28 Wo.)DE | AT4 Gold · (23 Wo.)AT | CH12 Gold · (19 Wo.)CH | — | — | Erstveröffentlichung: 27. November 2015 Verkäufe: + 495.000                                   |
| 2016 | Heatwave A, P Robin Schulz feat. Akon                                                                        | DE30 Gold · (22 Wo.)DE | AT24 (16 Wo.)AT | — | — | — | Erstveröffentlichung: 13. Mai 2016 Verkäufe: + 265.000                                        |
| 2016 | Would I Lie to You P David Guetta, Cedric Gervais & Chris Willis                                             | DE2 Platin · (28 Wo.)DE | AT2 Gold · (23 Wo.)AT | CH24 (24 Wo.)CH | — | — | Erstveröffentlichung: 30. September 2016 Verkäufe: + 551.666; Original: Charles & Eddie       |
| 2016 | Shed a Light A, P Robin Schulz & David Guetta feat. Cheat Codes                                              | DE6 Platin · (23 Wo.)DE | AT7 Gold · (21 Wo.)AT | CH19 (25 Wo.)CH | UK24 Gold · (16 Wo.)UK | — | Erstveröffentlichung: 25. November 2016 Verkäufe: + 1.302.666                                 |
| 2017 | OK A, P Robin Schulz feat. James Blunt                                                                       | DE2 ×2Doppelplatin · (38 Wo.)DE | AT2 Platin · (32 Wo.)AT | CH2 ×2Doppelplatin · (47 Wo.)CH | — | — | Erstveröffentlichung: 19. Mai 2017 Verkäufe: + 1.633.333                                      |
| 2017 | I Believe I’m Fine A, P Robin Schulz & Hugel                                                                 | DE29 Gold · (24 Wo.)DE | AT26 (19 Wo.)AT | CH88 (3 Wo.)CH | — | — | Erstveröffentlichung: 8. September 2017 Verkäufe: + 200.000                                   |
| 2017 | Unforgettable A, P Robin Schulz & Marc Scibilia                                                              | DE13 Gold · (23 Wo.)DE | AT31 Gold · (16 Wo.)AT | CH61 (1 Wo.)CH | — | — | Erstveröffentlichung: 22. Dezember 2017 Verkäufe: + 215.000                                   |
| 2018 | H.O.L.Y. P Alle Farben & Rhodes                                                                              | DE65 Gold · (12 Wo.)DE | AT54 (6 Wo.)AT | — | — | — | Erstveröffentlichung: 23. März 2018 Verkäufe: + 200.000                                       |
| 2018 | Oh Child A, P Robin Schulz feat. Piso 21                                                                     | DE19 Gold · (19 Wo.)DE | AT20 Gold · (17 Wo.)AT | CH84 (6 Wo.)CH | — | — | Erstveröffentlichung: 22. Juni 2018 Verkäufe: + 255.000                                       |
| 2018 | Right Now A, P Nick Jonas vs. Robin Schulz                                                                   | DE78 (1 Wo.)DE | — | CH72 (1 Wo.)CH | — | — | Erstveröffentlichung: 24. August 2018                                                         |
| 2018 | Build a House A, P Stefanie Heinzmann feat. Alle Farben                                                      | — | — | CH38 (13 Wo.)CH | — | — | Erstveröffentlichung: 21. September 2018                                                      |
| 2018 | Fading A, P Alle Farben feat. Ilira                                                                          | DE16 (27 Wo.)DE | AT16 Gold · (21 Wo.)AT | CH17 Platin · (21 Wo.)CH | — | — | Erstveröffentlichung: 2. November 2018 Verkäufe: + 75.000                                     |
| 2018 | Speechless A, P Robin Schulz feat. Erika Sirola                                                              | DE7 Platin · (32 Wo.)DE | AT8 Platin · (27 Wo.)AT | CH9 Platin · (38 Wo.)CH | — | — | Erstveröffentlichung: 16. November 2018 Verkäufe: + 810.000                                   |
| 2019 | Walk Away P Alle Farben feat. James Blunt                                                                    | DE98 (1 Wo.)DE | — | — | — | — | Erstveröffentlichung: 29. März 2019                                                           |
| 2019 | All This Love A, P Robin Schulz feat. Harlœ                                                                  | DE24 Gold · (21 Wo.)DE | AT32 Gold · (16 Wo.)AT | CH28 (22 Wo.)CH | — | — | Erstveröffentlichung: 3. Mai 2019 Verkäufe: + 240.000                                         |
| 2020 | In Your Eyes A, P Robin Schulz feat. Alida                                                                   | DE5 Platin · (37 Wo.)DE | AT3 ×2Doppelplatin · (36 Wo.)AT | CH5 (54 Wo.)CH | — | — | Erstveröffentlichung: 10. Januar 2020 Verkäufe: + 970.000                                     |
| 2020 | Alane A, P Robin Schulz & Wes                                                                                | DE6 Gold · (23 Wo.)DE | AT3 Platin · (25 Wo.)AT | CH7 (23 Wo.)CH | — | — | Erstveröffentlichung: 19. Juni 2020 Verkäufe: + 350.000                                       |
| 2020 | Running Back to You A, P Nico Santos, Martin Jensen & Alle Farben                                            | DE80 (4 Wo.)DE | — | — | — | — | Erstveröffentlichung: 9. Oktober 2020                                                         |
| 2020 | All We Got A, P Robin Schulz feat. Kiddo                                                                     | DE5 Platin · (43 Wo.)DE | AT4 Platin · (38 Wo.)AT | CH4 (45 Wo.)CH | — | — | Erstveröffentlichung: 16. Oktober 2020 Verkäufe: + 570.000                                    |
| 2021 | Lemon Tree P Alle Farben & Fools Garden                                                                      | DE92 (1 Wo.)DE | — | — | — | — | Erstveröffentlichung: 8. Januar 2021                                                          |
| 2021 | One More Time A, P Robin Schulz & Felix Jaehn feat. Alida                                                    | DE37 (25 Wo.)DE | AT49 (18 Wo.)AT | CH68 (1 Wo.)CH | — | — | Erstveröffentlichung: 26. Februar 2021                                                        |
| 2021 | Somewhere over the Rainbow / What a Wonderful World P Robin Schulz feat. Alle Farben & Israel Kamakawiwoʻole | DE82 (1 Wo.)DE | — | — | — | — | Erstveröffentlichung: 9. Juli 2021                                                            |
| 2021 | Alright A, P Alle Farben feat. Kiddo                                                                         | DE37 (21 Wo.)DE | AT39 (16 Wo.)AT | — | — | — | Erstveröffentlichung: 17. September 2021                                                      |
| 2021 | Young Right Now A, P Robin Schulz feat. Dennis Lloyd                                                         | DE28 (27 Wo.)DE | AT32 (20 Wo.)AT | CH13 (34 Wo.)CH | — | — | Erstveröffentlichung: 12. November 2021 Verkäufe: + 125.000                                   |
| 2022 | Rain in Ibiza A, P Felix Jaehn & The Stickmen Project feat. Calum Scott                                      | DE28 Gold · (19 Wo.)DE | AT— GoldAT | — | — | — | Erstveröffentlichung: 25. Februar 2022 Verkäufe: + 240.000                                    |
| 2022 | Do It Better A, P Felix Jaehn feat. Zoe Wees                                                                 | DE69 (15 Wo.)DE | AT— GoldAT | — | — | — | Erstveröffentlichung: 27. Mai 2022 Verkäufe: + 15.000                                         |
| 2022 | Call It Love A, P Felix Jaehn & Ray Dalton                                                                   | DE18 Gold · (45 Wo.)DE | AT19 Platin · (38 Wo.)AT | CH17 (49 Wo.)CH | — | — | Erstveröffentlichung: 16. September 2022 Verkäufe: + 300.000                                  |
| 2023 | Ich hab den schönsten Arsch der Welt P Katja Krasavice feat. Felix Jaehn                                     | DE7 (1 Wo.)DE | — | — | — | — | Erstveröffentlichung: 14. Juli 2023                                                           |
| 2023 | Vorbei P Montez, RAF Camora & Robin Schulz feat. Dario Rodriguez                                             | DE22 (4 Wo.)DE | AT13 (4 Wo.)AT | CH43 (1 Wo.)CH | — | — | Erstveröffentlichung: 22. September 2023                                                      |
| 2023 | I’ll Be There A, P Robin Schulz feat. Rita Ora & Tiago PZK                                                   | DE52 (3 Wo.)DE | — | — | — | — | Erstveröffentlichung: 13. Oktober 2023                                                        |
| 2024 | Waking Up P Felix Jaehn & Leony                                                                              | DE96 (1 Wo.)DE | — | — | — | — | Erstveröffentlichung: 12. Januar 2024                                                         |
| Folgende Lieder erschienen nicht als Single, wurden aber durch das Album zum Download und Streaming bereitgestellt und konnten somit eine Platzierung erlangen: | | | | | | |                                                                                               |
| | | | | | | |                                                                                               |
| 2015 | Yellow A, P Robin Schulz feat. Disciples                                                                     | DE73 (2 Wo.)DE | — | CH70 (1 Wo.)CH | — | — | Charteinstieg: 25. September 2015                                                             |

## Sonderveröffentlichungen
| Jahr | Titel Album                                          | Anmerkungen                                                                            |
| ---- | ---------------------------------------------------- | -------------------------------------------------------------------------------------- |
| 2010 | Krupa (Junkx Remix) –                                | Erstveröffentlichung: 19. März 2010 Interpretation: Jean Elan                          |
| 2011 | Wir sind am Leben (The Disco Boys Radio Mix) –       | Erstveröffentlichung: 9. September 2011 Interpretation: Rosenstolz; mit The Disco Boys |
| 2012 | Forever (Jean Elan Remix) –                          | Erstveröffentlichung: 18. Mai 2012 Interpretation: Medina; mit Jean Elan               |
| 2012 | Rewind (Dabruck & Klein Remix) Burn the Sky Down     | Erstveröffentlichung: 27. Juli 2012 Interpretation: Emma Hewitt                        |
| 2013 | Let’s Go Lightning Remixes                           | Erstveröffentlichung: 1. Oktober 2013 Interpretation: Matt & Kim                       |
| 2014 | Face to Face (Junkx Remix) Contact (Limited-Edition) | Erstveröffentlichung: 3. Februar 2014 Interpretation: atb feat. Stanfour               |
| 2014 | Raging Bull (Junkx Remix) Contact (Limited-Edition)  | Erstveröffentlichung: 4. Juli 2014 Interpretation: atb & Boss & Swan                   |

## Statistik

### Chartauswertung
|                       | DE     | AT     | CH     | UK    | US    |
| --------------------- | ------ | ------ | ------ | ----- | ----- |
| Nummer-eins-Singles   | DE1DE  | AT1AT  | CH1CH  | UK—UK | US—US |
| Top-10-Singles        | DE8DE  | AT8AT  | CH6CH  | UK1UK | US—US |
| Singles in den Charts | DE28DE | AT19AT | CH19CH | UK5UK | US1US |

|                       | DE     | AT     | CH     | UK    | US    |
| --------------------- | ------ | ------ | ------ | ----- | ----- |
| Nummer-eins-Singles   | DE1DE  | AT1AT  | CH1CH  | UK—UK | US—US |
| Top-10-Singles        | DE10DE | AT9AT  | CH6CH  | UK—UK | US—US |
| Singles in den Charts | DE33DE | AT21AT | CH20CH | UK2UK | US1US |

### Auszeichnungen für Musikverkäufe
Die Single I Got a Feeling erreichte nicht die Charts, erhielt jedoch Schallplattenauszeichnungen für über 15.000 verkaufte Einheiten.
| Land/RegionAuszeichnungen für Musikverkäufe (Land/Region, Auszeichnungen, Verkäufe, Quellen) | Silber  | Gold       | Platin       | Diamant     | Verkäufe  | Quellen                     |
| -------------------------------------------------------------------------------------------- | ------- | ---------- | ------------ | ----------- | --------- | --------------------------- |
| Australien (ARIA)                                                                            | —       | —          | 4× Platin4   | —           | 280.000   | aria.com.au                 |
| Belgien (BRMA)                                                                               | —       | 5× Gold5   | 3× Platin3   | —           | 190.000   | ultratop.be                 |
| Dänemark (IFPI)                                                                              | —       | 2× Gold2   | 2× Platin2   | —           | 270.000   | ifpi.dk                     |
| Deutschland (BVMI)                                                                           | —       | 9× Gold9   | 8× Platin8   | Diamant1    | 6.000.000 | musikindustrie.de           |
| Frankreich (SNEP)                                                                            | —       | 6× Gold6   | 2× Platin2   | —           | 833.331   | infodisc.fr snepmusique.com |
| Italien (FIMI)                                                                               | —       | 3× Gold3   | 13× Platin13 | —           | 755.000   | fimi.it                     |
| Kanada (MC)                                                                                  | —       | 4× Gold4   | 5× Platin5   | —           | 560.000   | musiccanada.com             |
| Neuseeland (RMNZ)                                                                            | —       | —          | 2× Platin2   | —           | 30.000    | aotearoamusiccharts.co.nz   |
| Niederlande (NVPI)                                                                           | —       | Gold1      | Platin1      | —           | 40.000    | nvpi.nl                     |
| Norwegen (IFPI)                                                                              | —       | —          | Platin1      | —           | 10.000    | ifpi.no                     |
| Österreich (IFPI)                                                                            | —       | 9× Gold9   | 9× Platin9   | —           | 405.000   | ifpi.at                     |
| Polen (ZPAV)                                                                                 | —       | 5× Gold5   | 15× Platin15 | 3× Diamant3 | 1.465.000 | olis.pl                     |
| Portugal (AFP)                                                                               | —       | Gold1      | —            | —           | 5.000     | Einzelnachweise             |
| Schweiz (IFPI)                                                                               | —       | Gold1      | 6× Platin6   | —           | 155.000   | hitparade.ch                |
| Spanien (Promusicae)                                                                         | —       | Gold1      | 2× Platin2   | —           | 100.000   | elportaldemusica.es ES2     |
| Vereinigte Staaten (RIAA)                                                                    | —       | —          | Platin1      | —           | 1.011.000 | riaa.com                    |
| Vereinigtes Königreich (BPI)                                                                 | Silber1 | Gold1      | Platin1      | —           | 1.200.000 | bpi.co.uk                   |
| Insgesamt                                                                                    | Silber1 | 48× Gold48 | 75× Platin75 | 4× Diamant4 |           |                             |